# 袁毅
袁毅（1964年3月—），男，汉族，甘肃会宁人，中华人民共和国政治人物，曾任中共南平市委书记，现任福建省人大常委会副主任、党组成员。